# Gare de Muhlbach-sur-Munster
La gare de Muhlbach-sur-Munster est une gare ferroviaire française située sur la commune de Muhlbach-sur-Munster, dans le département du Haut-Rhin en Grand Est.

## Situation ferroviaire
La gare est située au point kilométrique (PK) 22,448 de la ligne de Colmar-Central à Metzeral à 454 m d'altitude.

## Fréquentation
De 2015 à 2024, selon les estimations de la SNCF, la fréquentation annuelle de la gare s'élève aux nombres indiqués dans le tableau ci-dessous.
| Année     | 2015   | 2016   | 2017   | 2018   | 2019   | 2020   | 2021   | 2022   | 2023   | 2024   |
| --------- | ------ | ------ | ------ | ------ | ------ | ------ | ------ | ------ | ------ | ------ |
| Voyageurs | 31 602 | 31 929 | 30 407 | 28 888 | 31 410 | 29 649 | 28 499 | 23 150 | 12 413 | 13 190 |